# Johannes Otzen

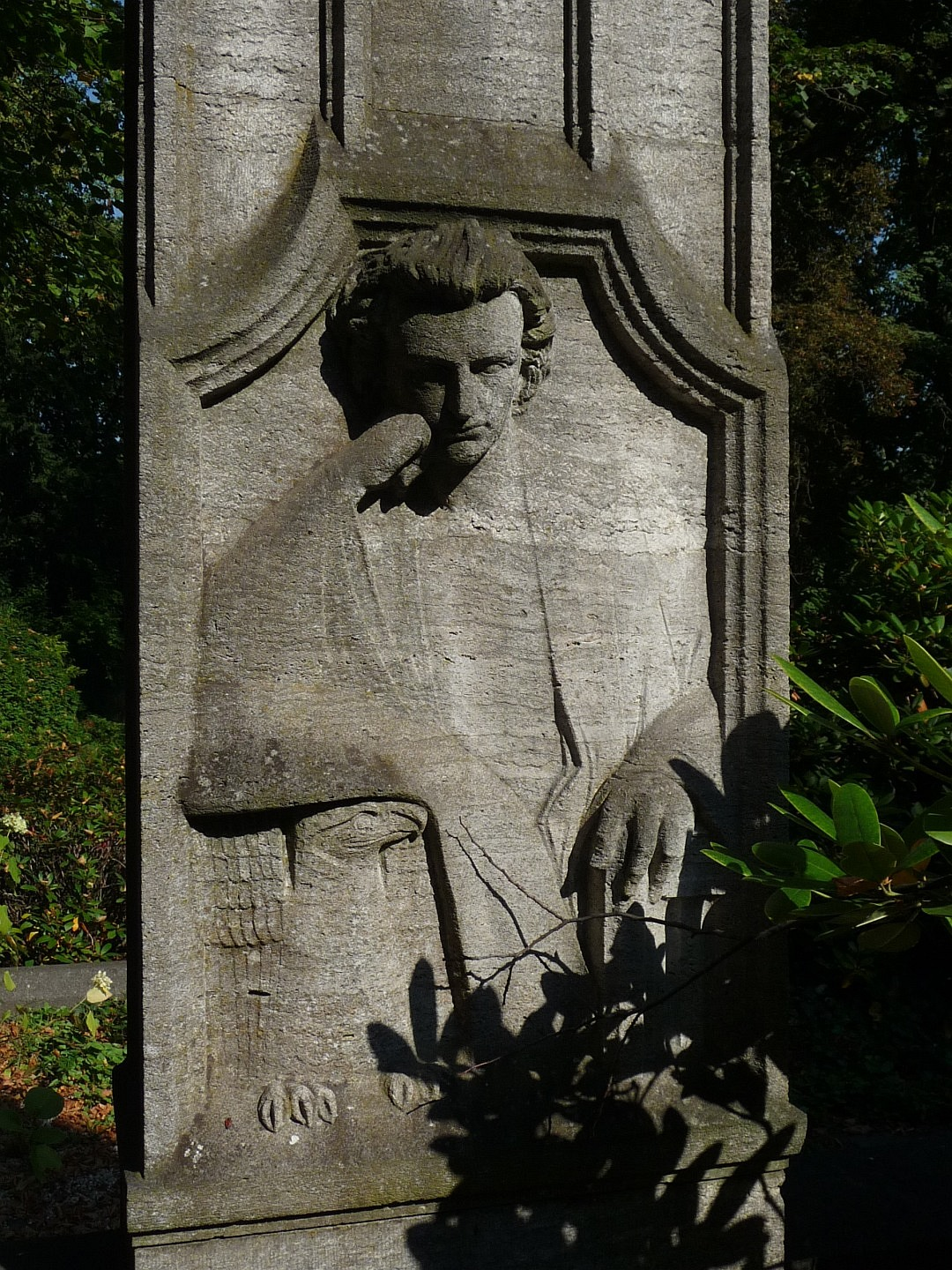
Retrato en relieve de Otzen en la lápida de su tumba.

Johannes Otzen (Thumby, 8 de octubre de 1839-Berlín, 8 de junio de 1911) fue un arquitecto, teórico arquitectónico, experto en planeamiento urbanístico y catedrático alemán, especializado en arquitectura religiosa evangélica al estilo neogótico.

## Características
Otzen trabajó principalmente en el norte de Alemania (Schleswig-Holstein y Hamburgo) y en Berlín, donde fue clave en el diseño urbanístico de la ciudad. También ha dejado una huella importante en ciudades como Fráncfort y Wiesbaden. Su trabajo para la iglesia luterana, muy influyente en el norte de Alemania, se caracterizó por las edificaciones góticas de ladrillo.

## Trabajos destacados
Algunos de los trabajos más destacados de Otzen son:
- Iglesia de San Juan de Hamburgo (evangelisch-lutherische Kirche St. Johannis in Hamburg-Altona) (Hamburgo, 1868–1873)
- Bergkirche (Wiesbaden, 1876–1879)
- Iglesia de la Santa Cruz (Heiligkreuzkirche in Berlin-Kreuzberg) (Berlín, 1885–1888)
- Iglesia del Apóstol (Apostelkirche in Ludwigshafen) (Ludwigshafen, 1892–1894)
- Ringkirche (Wiesbaden, 1892–1894)
- Iglesia de St. Gertrud (evangelisch-lutherische St.-Gertrud-Kirche im Hamburg-Uhlenhorst ) (Hamburgo, 1882-1885)

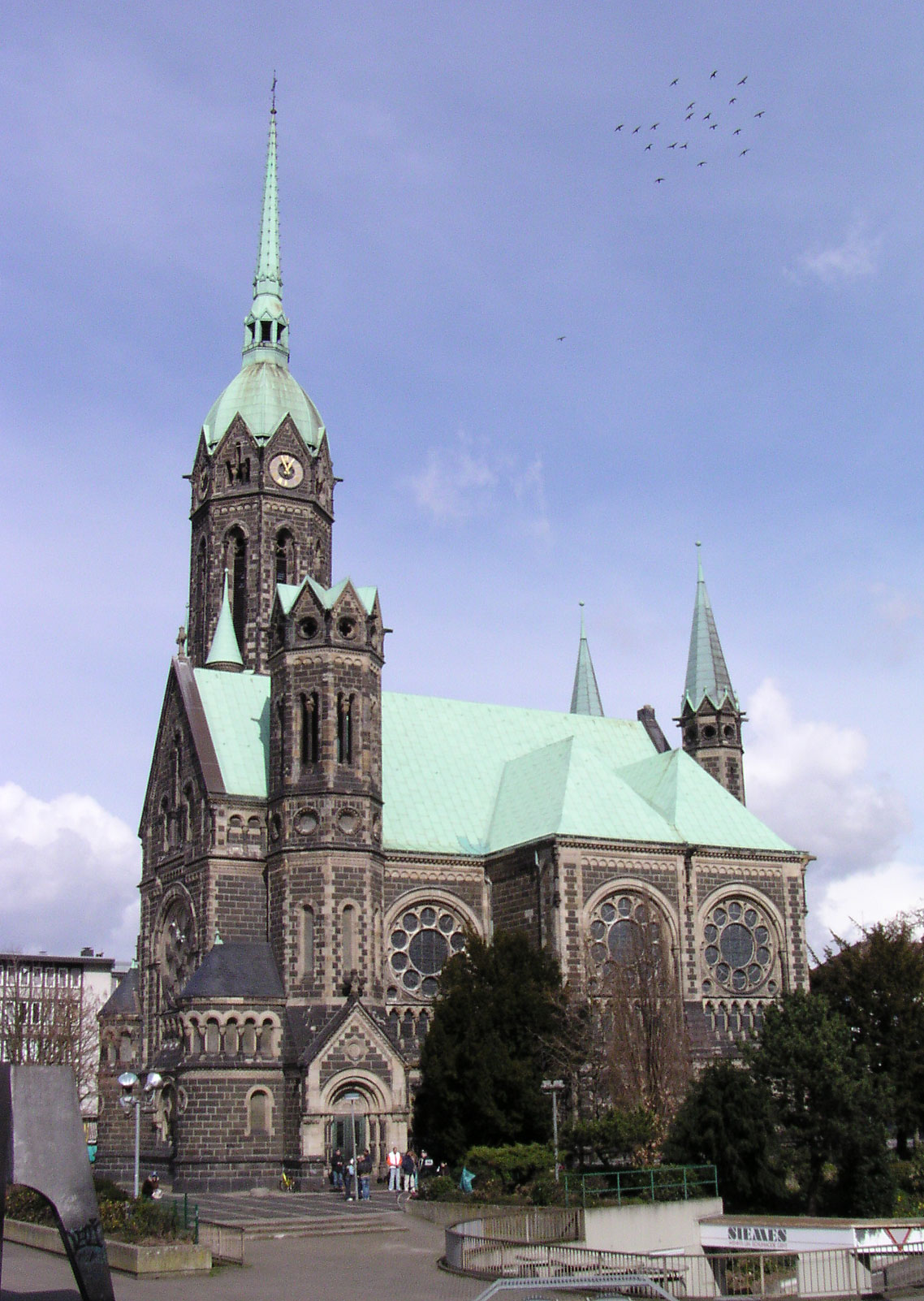
Iglesia evangélica principal (evangelische Hauptkirche) de Rheydt, Mönchengladbach.
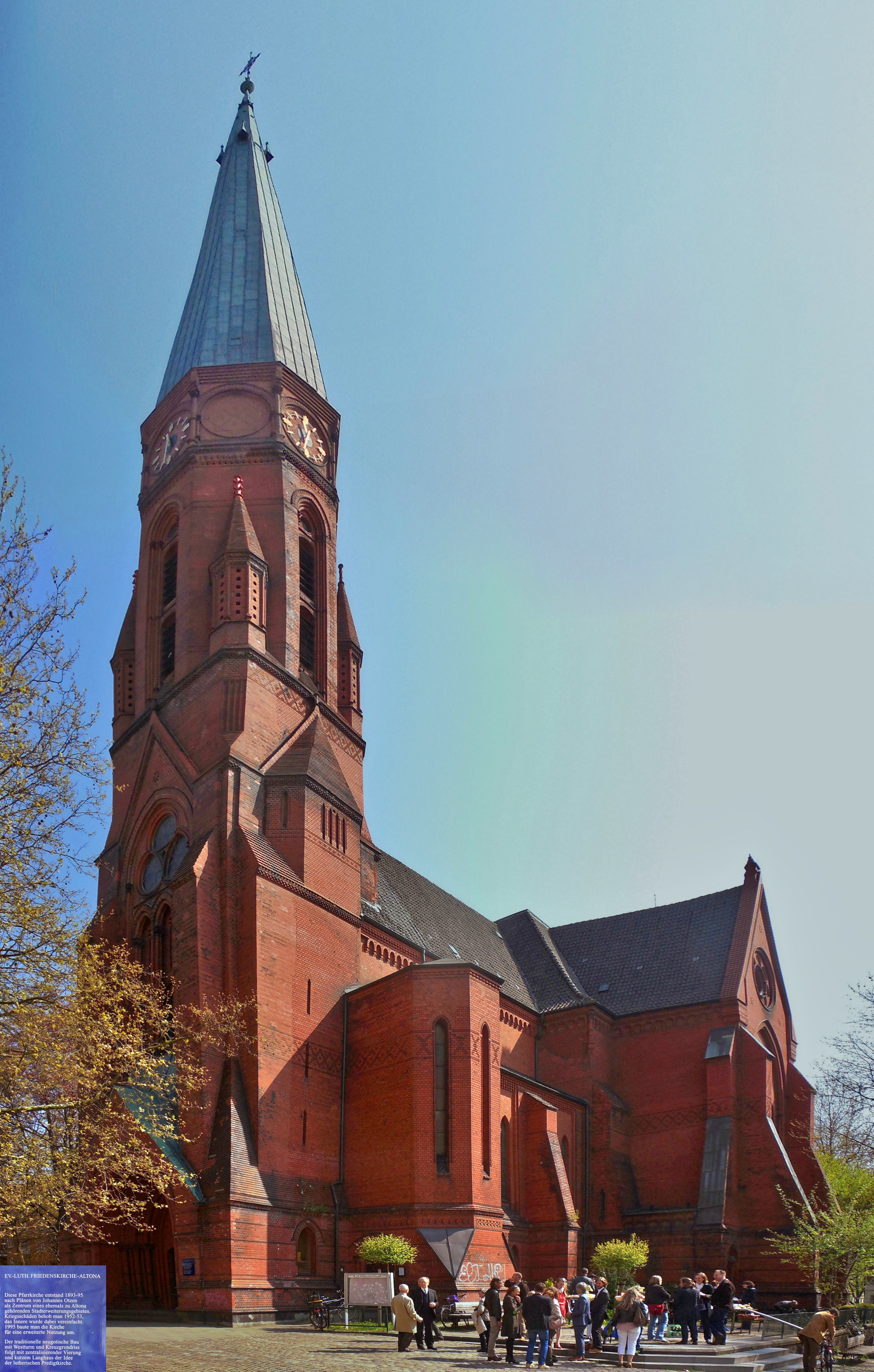
Iglesia de la Paz, en San Pauli, Hamburgo.
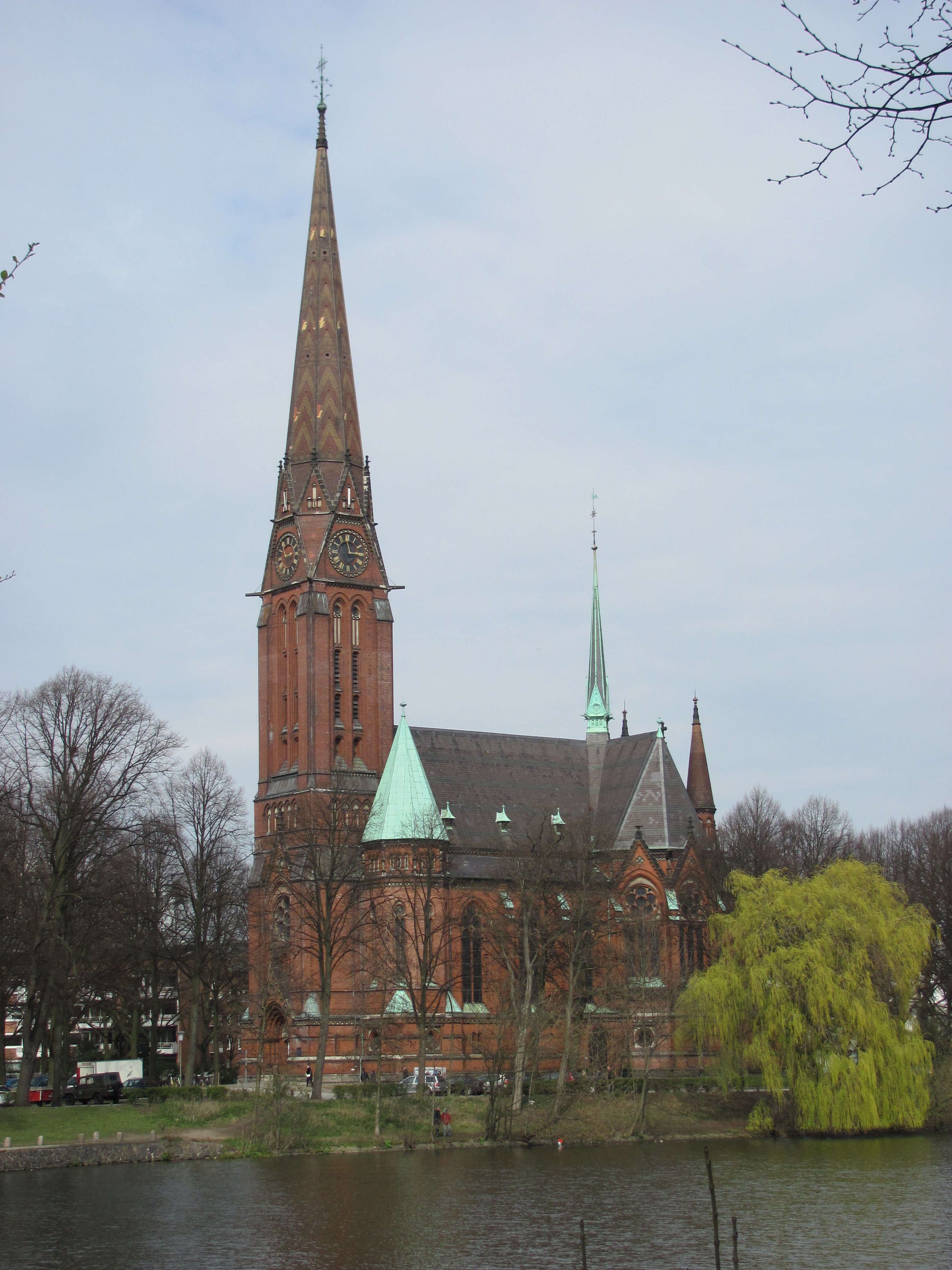
Iglesia evangélica Luterana St. Gertrud, en Hamburgo.
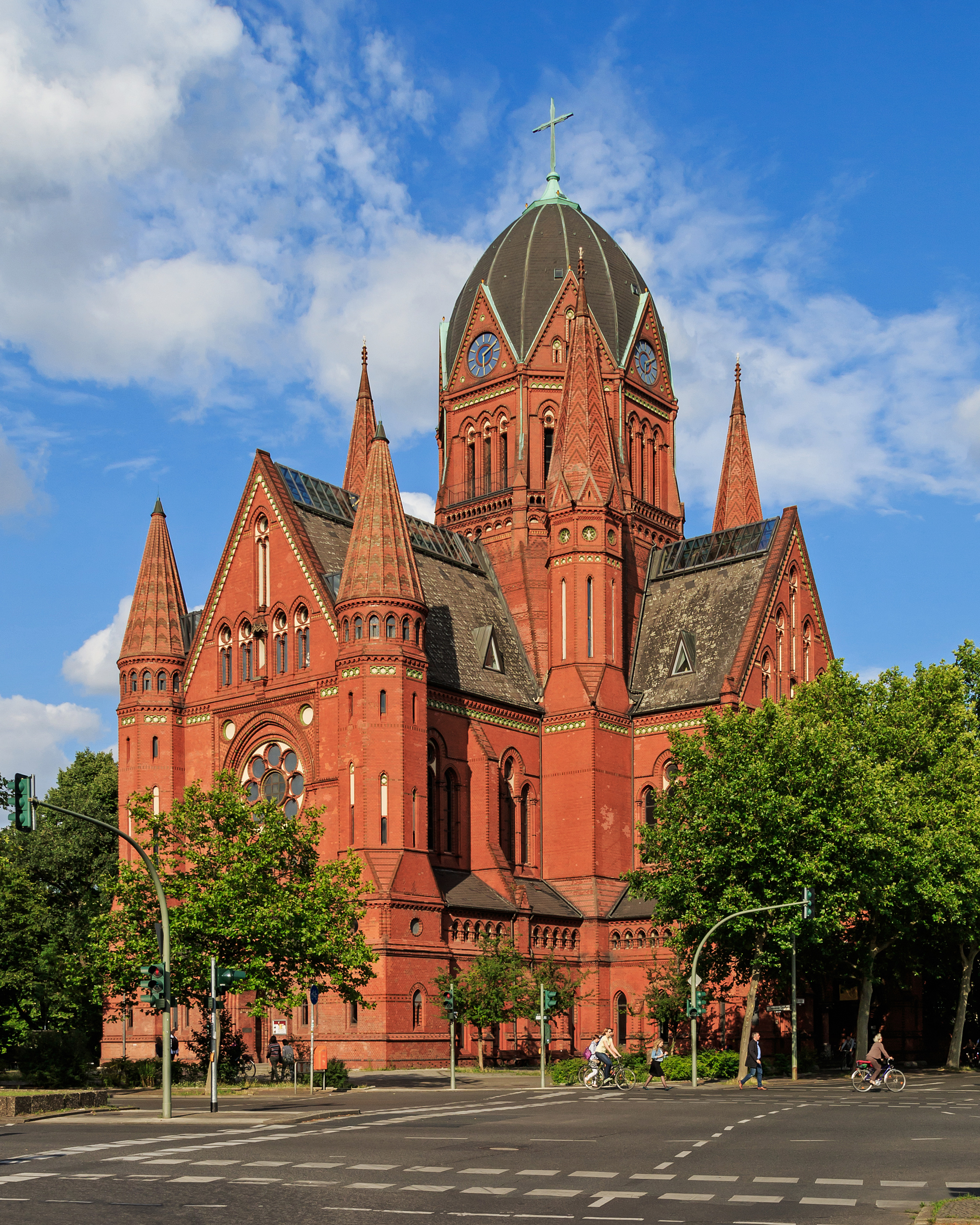
Iglesia de la Santa Cruz, en Berlín-Kreuzberg.